# North Harbour Stadium
O North Harbour Stadium (ou QBE Stadium por razões de patrocínio) é um estádio situado em Auckland, na nova Zelândia inaugurado em 1997 com capacidade para 25.000 pessoas, utilizado principalmente para jogos de rugby e rugby league. Já foi casa do New Zealand Warriors de rugby league, do New Zealand Knights da A-League e atualmente é casa do Auckland Blues de rugby. O estádio já hospedou jogos de rugby league da seleção da Nova Zelândia  e foi uma das sedes da Copa do Mundo de Rugby de 2011, tendo 4 jogos disputados no lugar.